# Kellett Autogiro Corporation

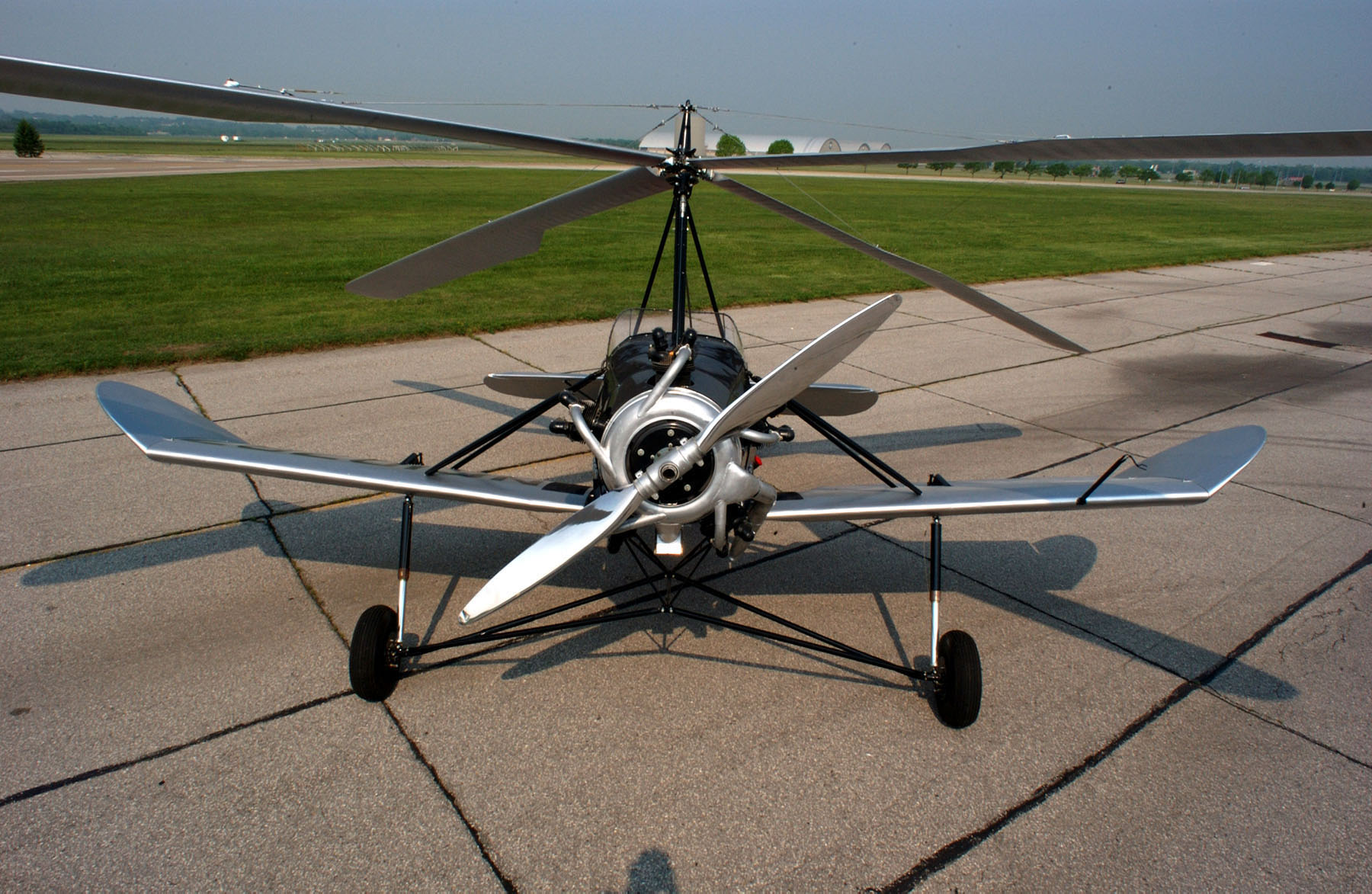
Kellett K-2

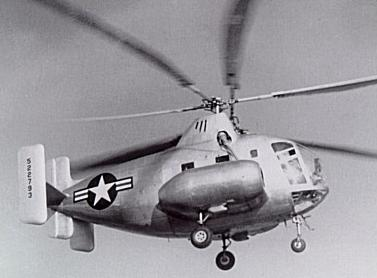
Kellett XR-10

Kellett Autogiro Corporation  là một công ty sản xuất máy bay của Hoa Kỳ thành lập từ năm 1929 đặt trụ sở tại Philadelphia, đặt theo tên của người sáng lập W. Wallace Kellett.

## Lịch sử
Kellett Autogiro Corporation được thành lập năm 1929 sau khi có được giấy phép từ Pitcairn-Cierva để chế tạo autogiro. Ba thiết kế đầu tiên của hãng đều do Cierva và mẫu KD-1 tân tiến hơn thì tương tự với Cierva C.30 đương thời. Mẫu KD-1/G-1 là máy bay cánh xoay thực tế đầu tiên được Lục Quân Hoa Kỳ sử dụng. Công ty ngừng chế tạo autogyro vào cuối thập niên 1940 và chuyển sang thiết kế trực thăng. Trong thập niên 1950 công ty chế tạo một số trực thăng siêu nhẹ RH-1 để thử nghiệm một số tính năng rotor và mẫu thiết kế cuối cùng K-25 là một convertiplane thử nghiệm dùng tilt-rotor.

## Máy bay
- Kellett K-2
- Kellett K-3
- Kellett K-4
- Kellett KD-1
- Kellett XR-8
- Kellett XR-10
- Kellett KH-15 [1]
- Kellett K-25 [2]